# Phyllachora scleriae
Phyllachora scleriae är en svampart som beskrevs av Rehm 1900. Phyllachora scleriae ingår i släktet Phyllachora och familjen Phyllachoraceae.   Inga underarter finns listade i Catalogue of Life.